# Maria Selig
Maria Selig (* 2. April 1959 in Germersheim) ist eine deutsche Romanistin und Sprachwissenschaftlerin.

## Leben und Werk
Maria Selig studierte von 1977 bis 1984 Romanistik und Klassische Philologie an den Universitäten Würzburg, Rennes, München und Freiburg. Dort wurde sie 1987 promoviert mit der Dissertation Die Entwicklung der Nominaldeterminanten im Spätlatein. Romanischer Sprachwandel und lateinische Schriftlichkeit (Tübingen 1992) und war von 1988 bis 1994 Assistentin am Lehrstuhl Wolfgang Raible. 
Sie habilitierte sich 1995 in Freiburg mit der Schrift Volkssprachliche Schriftlichkeit im Mittelalter – Die Genese der altokzitanischen Schriftkultur und war (nach einem Heisenbergstipendium) von 1996 bis 1998 Lehrstuhlvertreterin, dann bis 2003 Professorin an der Humboldt-Universität zu Berlin. Seitdem besetzt sie an der Universität Regensburg den Lehrstuhl für französische und italienische Sprachwissenschaft. Sie war von 2008 bis 2012 Vorsitzende des Deutschen Italianistenverbandes und ist seit 2009 Ordentliches Mitglied der Bayerischen Akademie der Wissenschaften.

## Werke (Auswahl)
- „Aneignungen der Schrift. Mediengeschichtliche Aspekte des romanischen Mittelalters“. In: Zeitschrift für Literaturwissenschaft und Linguistik 26, 103, 1996, S. 6–19.
- „Zu den Anfängen der altokzitanischen Urkundenschriftlichkeit“. In: Zeitschrift für Literaturwissenschaft und Linguistik 27, 108, 1997, S. 24–44.
- mit Trudel Meisenburg: Phonetik und Phonologie des Französischen. Klett, Stuttgart/Düsseldorf/Leipzig 1998, ISBN 978-3-12-939582-0.
- La naissance des langues romanes. Editions universitaires d’Avignon, Avignon 2008.
- mit Trudel Meisenburg und Christoph Gabriel: Spanisch: Phonetik und Phonologie. Eine Einführung. Narr, Tübingen 2013, ISBN 978-3-8233-6722-2.